# Ambrose (Géorgie)
Pour les articles homonymes, voir Ambrose.
Ambrose est une ville américaine située dans le comté de Coffee, en Géorgie. Selon le recensement de 2020, sa population est de 327 habitants.